# Lambretta (musikgrupp)
Lambretta var ett svenskt rockband från Skaraborg aktivt mellan 1993 och 2005. De slog igenom 2001 med sitt andra album Lambretta och singlarna "Bimbo" och "Creep".

## Historia
Lambretta grundades 1993 av Anders Eliasson, Petter Lantz och Tomas Persic. Eliasson stod som sångare fram till 1996, när den då 15-åriga Linda Sundblad från Lidköping tog över mikrofonen. De släppte sina två första singlar 1999; "Blow My Fuses" och "Absolutely Nothing", som både gjorde avtryck på Sverigetopplistan och gav dem en Grammis 1999 för årets musikvideo. I november samma år släpptes debutalbumet Breakfast. Det stora genombrottet kom 2001 med uppföljaralbumet Lambretta. Det låg på albumlistorna i sex länder i Europa och sålde guld i Sverige. Första singeln "Bimbo" gick in på topp 5 i Sverige och Norge. Den andra singeln "Creep" nådde också vissa framgångar, bland annat en 10:e plats i Sverige. 2001 vann gruppen Rockbjörnen för årets svenska grupp.
2002 spelade gruppen in en cover på Nationalteaterns "Livet är en fest" till hyllningsalbumet Nationalsånger - Hymner från Vågen och EPAs torg. Lambrettas tredje och sista album The Fight släpptes i december 2004. Bara en vecka innan skivsläppet lämnade Eliasson bandet. The Fight nådde bara listframgångar i Sverige; med topplaceringen 34 på Sverigetopplistan. "Kill Me" och "Chemical" blev de sista listnoterade singlarna innan bandet upplöstes 2005.
Efter upplösningen satsade Sundblad på en solokarriär medan Lantz och Marcus Nowak (som hade ersatt Persic på The Fight) bildade ett nytt rockband vid namn Psych Onation.

## Medlemmar

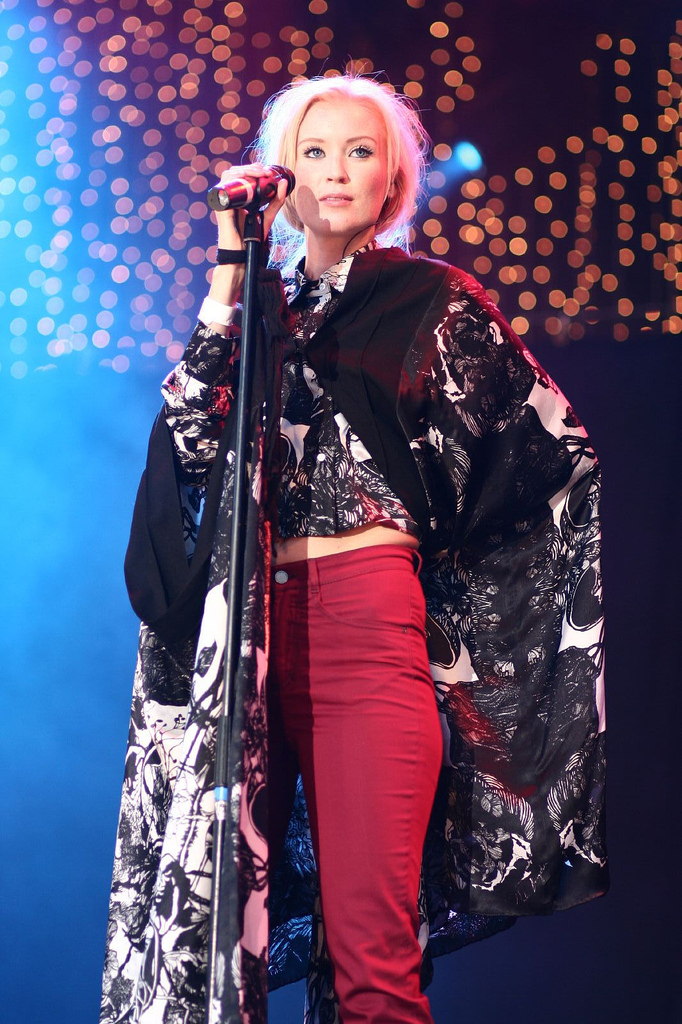
Linda Sundblad var gruppens sångare på alla tre album.

- Anders Eliasson – gitarr, keyboard (1993–2004), sång (1993–1996)[3]
- Petter Lantz – bas (1993–2005)
- Tomas Persic – trummor (1993–2003)
- Linda Sundblad – sång (1996–2005)
- Klas Edmundsson – gitarr (2002–2005)
- Marcus Nowak – trummor (2003–2005)

## Diskografi

### Studioalbum
| År                                                  | Albuminformation                                                         | Högsta listplaceringar | Högsta listplaceringar | Högsta listplaceringar | Högsta listplaceringar | Högsta listplaceringar | Högsta listplaceringar | Certifikat  |
| År                                                  | Albuminformation                                                         | FIN                    | NOR                    | SCH                    | SVE                    | TYS                    | ÖST                    | Certifikat  |
| --------------------------------------------------- | ------------------------------------------------------------------------ | ---------------------- | ---------------------- | ---------------------- | ---------------------- | ---------------------- | ---------------------- | ----------- |
| 1999                                                | Breakfast - Släppt: 21 november 1999 - Skivbolag: Universal - Format: CD | –                      | –                      | –                      | –                      | –                      | –                      |             |
| 2001                                                | Lambretta - Släppt: 1 november 2001 - Skivbolag: Universal - Format: CD  | 16                     | 17                     | 55                     | 14                     | 26                     | 18                     | - SVE: Guld |
| 2004                                                | The Fight - Släppt: 29 december 2004 - Skivbolag: Universal - Format: CD | –                      | –                      | –                      | 34                     | –                      | –                      |             |
| "—" betecknar ett album som inte gick in på listan. |                                                                          |                        |                        |                        |                        |                        |                        |             |

### Singlar
| År                                                  | Titel                  | Högsta listplaceringar | Högsta listplaceringar | Högsta listplaceringar | Högsta listplaceringar | Högsta listplaceringar | Certifikat  | Album     |
| År                                                  | Titel                  | NOR                    | SCH                    | SVE                    | TYS                    | ÖST                    | Certifikat  | Album     |
| --------------------------------------------------- | ---------------------- | ---------------------- | ---------------------- | ---------------------- | ---------------------- | ---------------------- | ----------- | --------- |
| 1999                                                | "Blow My Fuses"        | –                      | –                      | 42                     | –                      | –                      |             | Breakfast |
| 1999                                                | "Absolutely Nothing"   | –                      | –                      | 57                     | –                      | –                      |             | Breakfast |
| 2000                                                | "I'm Coming Home"      | –                      | –                      | –                      | –                      | –                      |             | Breakfast |
| 2001                                                | "Bimbo"                | 4                      | 43                     | 2                      | 27                     | 18                     | - SVE: Guld | Lambretta |
| 2001                                                | "Creep"                | –                      | –                      | 10                     | 64                     | 45                     |             | Lambretta |
| 2002                                                | "Perfect Tonight"      | –                      | –                      | –                      | –                      | –                      |             | Lambretta |
| 2002                                                | "Wake Up Girl" (promo) | –                      | –                      | –                      | –                      | –                      |             | Lambretta |
| 2004                                                | "Kill Me"              | –                      | –                      | 44                     | –                      | –                      |             | The Fight |
| 2004                                                | "Chemical"             | –                      | –                      | 29                     | –                      | –                      |             | The Fight |
| 2005                                                | "Anything"             | –                      | –                      | –                      | –                      | –                      |             | The Fight |
| "—" betecknar en singel som inte gick in på listan. |                        |                        |                        |                        |                        |                        |             |           |

## Priser och utmärkelser
- Grammis 1999 – Årets musikvideo ("Blow My Fuses/Absolutely Nothing")[16]
- Rockbjörnen 2001 – Årets svenska grupp[17]